# Raccolta

Emblem of the Holy See.

La Raccolta (literalmente, "colección" en Italiano), es un libro, publicado en muchas ediciones desde 1807 hasta 1952, que recogía los textos de las oraciones de la Iglesia católica y describía brevemente otros actos de piedad, como visitar y rezar en determinadas iglesias, para los que los papas concedían indulgencias específicas. En 1968, fue sustituida por una edición considerablemente modificada, el Enchiridion Indulgentiarum, que enumera menos oraciones específicas pero incluye nuevas concesiones generales que se aplican a una amplia gama de acciones de oración. Las primeras ediciones se publicaron en italiano, con las propias oraciones en latín, italiano o ambas lenguas. A partir de la edición de 1929, la Raccolta se publicó en latín, con las oraciones en latín, italiano o, en menor medida, en francés, español, inglés y alemán.

## Historia
El nombre "Raccolta es una abreviatura del título completo en italiano de las primeras ediciones: Raccolta di orazioni e pie opere per le quali sono state concesse dai Sommi Pontefici le Sante Indulgenze ("Colección de oraciones y obras piadosas por las que los Sumos Pontífices han concedido indulgencias"). Este título (con algunas diferencias menores entre las distintas ediciones) se aplicó a las distintas ediciones desde 1807 hasta 1898. La primera de ellas fue publicada en 1807 por Telesforo Galli, en asociación con la Sagrada Congregación para las Indulgencias y Reliquias Sagradas, con once ediciones sucesivas en 1810, 1812, 1814, 1818, 1825, 1831, 1834, 1837, 1841, 1844 y 1849. Tras la aprobación oficial por un Decreto de 15 de diciembre de 1854, las ediciones posteriores fueron editadas directamente como publicaciones de la Santa Sede por la Sagrada Congregación de Indulgencias y Sagradas Reliquias (que en la reforma de la Curia Romana por el Papa Pío X se unió a la Sagrada Congregación de Ritos). 
En 1877 se llevó a cabo una revisión general, declarando que sólo la revisión era a partir de entonces autorizada. Se hicieron ediciones posteriores en 1886 y 1898.
La posterior edición de 1929 se tituló: Collectio precum piorumque operum quibus romani pontifices in favorem omnium christifidelium aut quorumdam coetuum personarum indulgentias adnexuerunt ab anno 1899 ad 1928 ("Colección de oraciones y obras piadosas a las que los pontífices romanos, en favor de todos los fieles cristianos o de ciertos grupos de personas, han añadido indulgencias, desde el año 1899 hasta 1928"). Con esta versión, la lengua principal del texto pasó del italiano al latín.
La edición de 1938 llevaba un título similar: Preces et pia opera in favorem omnium christifidelium vel quorumdam coetuum personarum indulgentiis ditata et opportune recognita ("Oraciones y obras piadosas, en favor de todos los fieles cristianos o de ciertos grupos de personas, enriquecidas con indulgencias y oportunamente reconocidas"); las ediciones de 1950 y 1952 relegaron este último nombre al subtítulo, llevando como título principal Enchiridion Indulgentiarum ("Manual de Indulgencias"). Varias oraciones adicionales recibieron indulgencias oficiales por parte de los papas entre 1951 y 1967, pero ninguna de ellas fue publicada en una nueva edición recopilada, ya que el formato y el esquema del Enchiridion sufrieron cambios significativos en 1968. Sin embargo, estas indulgencias no recogidas se publicaron en los números de las Acta Apostolicae Sedis correspondientes a los años de esa franja.
Las ediciones más recientes, desde 1968, han suprimido el subtítulo y se denominan, simplemente, Enchiridion Indulgentiarum.

## Sucesor
Mediante su bull Indulgentiarum Doctrina del 1 de enero de 1967, el papa Pablo VI ordenó una revisión de la colección de oraciones y obras indulgentes "con el fin de adjuntar las indulgencias sólo a las oraciones y obras de piedad, caridad y penitencia más importantes". Desde entonces la recopilación oficial de las oraciones y buenas obras actualmente indulgentes se llama el Enchiridion Indulgentiarum'. La primera edición apareció en junio de 1968. Como se indica en un artículo publicado en la edición inglesa de L'Osservatore Romano del 12 de diciembre de 1968, sólo tenía un sexto del tamaño de la última edición de la Raccolta. Una traducción al inglés en Internet está proporcionada por Idaho Lay Dominicans. Archivado el 13 de septiembre de 2019 en Wayback Machine. Un relato más accesible a la lectura viene dado por Catholic Online.
Otras ediciones aparecieron en octubre de 1968, en 1986 y en 1999. El texto completo de la actual (cuarta) edición está disponible en el latín original en el website de la Santa Sede.
El Enchiridion Indulgentiarum, que está en latín, se diferencia de la Raccolta en italiano en que enumera "sólo las oraciones y obras de piedad, caridad y penitencia más importantes". Por otra parte, incluye nuevas concesiones generales de indulgencias parciales que se aplican a una amplia gama de acciones de oración, e indica que las oraciones que enumera como merecedoras de veneración por inspiración divina o antigüedad o por ser de uso generalizado son sólo ejemplos  de aquellos a los que se aplica la primera de estas concesiones generales: "Elevar la mente a Dios con humilde confianza mientras se cumplen los deberes y se soportan las dificultades de la vida, y añadir, al menos mentalmente, alguna invocación piadosa". De este modo, el Enchiridion Indulgentiarum, a pesar de su menor tamaño, clasifica como indulgentes un número inmensamente mayor de oraciones que las tratadas como tales en la Raccolta.
Las oraciones enumeradas en la Raccolta provenían exclusivamente de la tradición de Ritos Latinos, mientras que el Enchiridion Indulgentiarum incluye oraciones de las tradiciones de las Iglesias Católicas Orientales, como el Akathistos, la Paraklesis, la Oración de la tarde y la Oración por los fieles difuntos (bizantina), la Oración de acción de gracias (armenia), Oración del Santuario y el Lakhu Mara (Caldea), Oración del Incienso y Oración para Glorificar a María, la Madre de Dios (Cóptica), Oración por la remisión de los pecados" y "Oración para seguir a Cristo" (Etíope), "Oración por la Iglesia" y "Oración de salida del altar" (Maronita), e "Intercesiones por los fieles difuntos" (Siria).

### Lectura adicional
- Sacred Apostolic Penitentiary (Vatican); Enchiridion of Indulgences: Norms and Grants, trans. by William T. Barry from the Second Rev. Ed. of the Enchiridion indulgentiarum ... with English Supplement; 1969, Catholic Book Publishing Co. N.B.: "Originally published by Libreria Editrice Vaticana, 1968." Without ISBN.
- Peters, Edward. A Modern Guide to Indulgences: Rediscovering This Often Misinterpreted Teaching, Hillenbrand Books, Mundelein, Illinois, 2008. ISBN 978-1-59525-024-7
- Indulgenced prayers in With God, by Francis Xavier Lasance, New York: Benziger Brothers  (1911)
- Kent, William Henry. «Catholic Encyclopedia». Indulgences 7.

## Enlacesw externos
- Wikimedia Commons alberga una categoría multimedia sobre Raccolta.
- Indulgence sales in the Middle Ages (Confessional Lutheran perspective)
- Pope John Paul II: General Audience talk on indulgences, 29 de septiembre de 1999
- The Gift of the Indulgence: Cardinal William Wakefield Baum
- The Historical Origin of Indulgences
- Myths about Indulgences
- Code of Canon Law (1983) concerning Indulgences
- Enchiridion Indulgentiarum, 4.ª edición, 1999 (Latin) (English translation: Manual of Indulgences, published by the United States Conference of Catholic Bishops, ISBN 1-57455-474-3)
- English translation of Enchiridion Indulgentiarum, 3rd edition (1986)

- Datos: Q127860
- Multimedia: Raccolta delle orazioni e pie opere per le quali sono sono concedute dai Sommi Pontefici le SS. Indulgenze / Q127860